# 美國海軍陸戰隊關鍵技能幹員
美國海軍陸戰隊關鍵技能幹員（United States Marine Corps Critical Skills Operator，CSO）是美國海軍陸戰隊內具備特種作戰能力，並隸屬於海軍陸戰隊特種作戰司令部（MARSOC）的隊員。他們在口語上也被稱為“突襲兵”（Raiders），並被授予美國軍事職位第0372號職位。關鍵技能幹員會被派到海軍陸戰隊的特種作戰小隊（MSOT）、連隊（MSOC）和營（MSOB）中服役。他們會執行各種特別任務，並具備優秀的外語能力，以方便於跟當地部隊和平民溝通。要培訓一名關鍵技能幹員至少需要四年半的時間，因為每名海軍陸戰隊員必需在部隊服役至少三年（或軍銜至少達到下士級）才具備加入海軍陸戰隊特種作戰司令部的資格 。
第0372號軍事職位於2011年10月1日創立。海軍陸戰隊特種作戰司令部最初的人員編制為850名關鍵技能幹員擔任48個現役海軍陸戰隊特種作戰小組的職位。